# CNCO
CNCO (pronuncia-se "Cienciou") foi um grupo masculino de pop latino formado em 13 de dezembro de 2015 nos Estados Unidos. Seus cinco integrantes foram os vencedores  da primeira temporada do reality show La Banda, exibido pela emissora Univisión. Idealizado por Simon Cowell (o mesmo por trás do One Direction, James Arthur, Little Mix, Fifth Harmony e muitos mais) e produzido pelo cantor porto-riquenho Ricky Martin, o programa visava formar a mais nova boyband latina. Além de Ricky Martin, que também foi o primeiro empresário de gestão da banda, faziam parte do júri a cantora italiana Laura Pausini e o cantor espanhol Alejandro Sanz. Os cantores eram selecionados, inicialmente, pelo júri e, nas fases finais da competição, mediante voto popular. Eles lançaram o seu primeiro álbum, intitulado como Primera Cita, em 26 de agosto de 2016, produzido por Wisin.
Em 2017, o grupo foi indicado pela primeira vez no Grammy Latino de 2017, a premiação mais importante da música latina; sendo um dos indicados na categoria de Melhor Artista Revelação; do qual eles também fizeram uma apresentação durante a cerimônia de entrega dos prêmios, ocorrida no MGM Grand Garden Arena da cidade de Las Vegas.

## Troca de gestão
Em 16 de maio de 2018, CNCO assinou um novo contrato de gestão com a Walter Kolm (WK) Entertainment de Miami, depois de ser gerenciado por Ricky Martin por quase três anos desde a sua criação. A WK é responsável pela representação e gestão das carreiras de Maluma, Carlos Vives, Wisin e Silvestre Dangond, entre outros grandes artistas da música da América Latina.

## Carreira

### 2021: álbumDéjà Vue saída de Joel
Em 31 de janeiro de 2021, CNCO lançou a sua versão da balada a música de 1986 de Franco De Vita, intitulada "Solo Importas Tú".
Em 05 de fevereiro, o grupo lançou o seu terceiro álbum de estúdio, intitulado de Déjà Vu, que contém apenas versões de regravações de canções da música latina famosas. O projeto foi lançado para download e streaming digital, junto com os áudios oficiais das faixas em sua página oficial do grupo no YouTube. O lançamento foi acompanhado pelo quinto single de trabalho, "Dejaría Todo", uma regravação da música original cantada pela cantora porto-riquenha Chayanne.
Em 09 de maio de 2021, Joel Pimentel do México anunciou oficialmente a sua saída do grupo, citando desejos de "crescer e explorar novos espaços artísticos" de forma individual. Como consequência, a banda anunciou que continuaria os seus trabalhos como um quarteto.
No dia 14 de maio de 2021, marcou o último dia de Joel como um integrante oficial do grupo CNCO. Nesse mesmo dia, também aconteceu a apresentação por transmissão ao vivo, intitulado de "CNCO: Déjà Vu Global Streaming", sendo essa a última apresentação oficial de Joel como integrante do grupo.

#### Primeiros projetos como quarteto
Dois meses depois da saída de Joel, em 22 de junho de 2021, a banda lançou a música inédita "Toa La Noche", o seu primeiro lançamento como um quarteto.
No verão dos Estados Unidos, o grupo embarcou em uma pequena turnê por cidades estadunidenses, que leva o título de Toa La Noche Club Tour, e contou com um total de 16 datas com espetáculos ocorrendo em clubs (ou baladas), ou seja, lugares menores e mais intimistas, seguindo as restrições sanitárias devido a Pandemia de COVID-19. Essa foi a primeira turnê do grupo desde a saída de Joel Pimentel, começando assim oficialmente uma nova etapa para o CNCO como um quarteto.
Em 16 de setembro de 2021, foi lançada a música "Pa Que Guaye", do cantor Alex Rose de Porto Rico, que contém fortes influências do reggaeton, onde o grupo faz uma participação especial como o artista convidado nos vocais.
Em 26 de setembro de 2021, aconteceu a última apresentação da turnê Toa La Noche Club Tour, que foi realizado no "Fuego Club", na cidade de Orlando na Florida e contou com a participação especial do cantor Reggi El Auténtico da Venezuela.
Em 28 de outubro de 2021, o grupo colaborou com o cantor Reggi El Auténtico, na música "Cinturita (Remix)", fortemente inspirada em reggaeton e pop urbano. No mesmo dia foi lançado o vídeoclipe oficial da música no YouTube.
Em 05 de novembro de 2021, foi lançado na página oficial de CNCO no YouTube, o vídeo da música "Pa Que Guaye", que é ambientado em uma boate vazia. Até janeiro de 2022, o vídeo oficial já tinha recebido mais de quatro milhões de visualizações.

### 2022: novos projetos
Em 13 de janeiro de 2022, o grupo lançou a sua nova música, o single "Party, Humo Y Alcohol", que têm influências no pop latino, reggaeton e pop urbano; junto a música no mesmo dia também foi lançado o seu vídeo oficial. Até 21 de janeiro, o vídeo oficial já contava com mais de 2,7 milhões de visualizações; e obtendo mais de cinco mil vídeos de postagens usando a música oficial no aplicativo de TikTok.
Em 25 de janeiro de 2022 foi anunciado oficialmente que o grupo foi indicado em três categorias dos Premio Lo Nuestro 2022, sendo elas: a Canção do Ano pela sua versão de regravação da música "Tan Enamorados" (uma regravação da original na voz de Ricardo Montaner), o Álbum do Ano por "Déjà Vu" e na categoria de Grupo ou Dupla do Ano.

### 2023: Fim da banda
No dia 22 de julho de 2023, a banda anuncia sua separação e turnê de despedida.

## Ex-integrantes

### Christopher Bryant Vélez Muñoz
Christopher Bryant Vélez Muñoz nascido em Nova Jersey, em 23 de novembro de 1995 (29 anos). Em 1997, quando tinha apenas dois anos se mudou com a sua família para Loja, no Equador. Em 2013, aos 18 anos, voltou sozinho para Nova Jersey para trabalhar e ajudar sua família que estava passando por algumas dificuldades financeiras, trabalhando em fábrica de brinquedos e lustrando sapatos nas ruas. Ao caminho do trabalho ele viu um anúncio para o programa La Banda e decidiu enviar um vídeo, sendo aceito para fazer uma audição na cidade de Nova York. Em seguida, ele foi aceito para ir para a seleção de Miami e cantou a canção "Tal Vez" de Ricky Martin onde conseguiu os 3 votos dos juízes passando para a próxima rodada de audições. Christopher foi o único dos integrantes que não foi acompanhado de ninguém as audições, sem família e amigos nos EUA, fez de Zabdiel de Jesús logo no início do programa um grande irmão e ponto de apoio para seguir até a final. Desde o começo do reality o equatoriano foi bem aceito pelo público, e destacava o seu favoritismo a cada programa, com uma apresentação aclamada de "Hoy tengo ganas de ti" na final da programa e o reencontro emocionante com a sua mãe Yenny Paulina Muñoz Jaramillo, distantes há um ano, Christopher foi o primeiro membro a ser escolhido para o CNCO, recebendo a maioria de votos do público. O seu pai é Leonardo Vélez. Ele tem um irmão mais velho chamado Jonathan Vélez; e também tem outros dois meios-irmãos mais novos que são apenas por parte de pai: Nathan Romeo Velez Davila e a Amy Alejandra Velez Davila, ou "Mimi".

### Richard Yashel Camacho Puello
Richard Yashel Camacho Puello nascido em Nova York, Estados Unidos, em 22 de janeiro de 1997 (27 anos). Ele passou seus primeiros dez anos na República Dominicana com os seus dois irmãos mais novos; Yarliza Camacho e Dairan Camacho. Foi para o elenco do programa La Banda com o seu irmão, Yashua Camacho, e cantou "Entra en mi vida" da dupla Sin Bandera. Ambos foram aceitos na primeira rodada de audições, mas na segunda rodada seu irmão foi desclassificado, e continuou a competição sem ele. Em agosto 2016, se tornou pai, de uma menina chamada Aaliyah Sofía Camacho Alexander, nascida da sua até então relação com a digital influencer Yocelyn Mirella Alexander do Instagram. Camacho foi o segundo membro com a maioria dos votos do público para se juntar ao CNCO.

### Erick Brian Colón Arista
Erick Brian Colón Arista nascido em Havana, Cuba em 3 de janeiro de 2001 (24 anos). Se mudou para Tampa, Flórida, Estados Unidos com sua família. Por conta da agenda corrida por causa da banda e as viagens de turnês, Erick concluiu os seus estudos de forma online de ensino secundário em agosto do ano de 2017. Ficou prestes a ser eliminado com 70% não obtendo a  pontuação necessária no reality La Banda, mas Ricky Martin deu a ele uma segunda chance e passou a audição com o voto do cantor e os outros juízes, Laura Pausini e Alejandro Sanz. Foi o quarto membro a ser selecionado para entrar em CNCO. Ele é o integrante mais novo do grupo; e tinha apenas 14 anos durante a sua participação no La Banda.

### Zabdiel de Jesús Colón
Zabdiel de Jesús Colón nascido em Bayamón, em Porto Rico, no dia 13 de dezembro de 1997 (27 anos). Desde a sua infância já tinha interesse pela música, a música também foi um meio para uma carreira promissora. Aprendendo a tocar instrumentos como piano, bandolim, bateria, violão, ukulele e muito mais. No colégio, teve aulas de teatro e ballet. Obteve 90% dos votos do público com a música "Mientes" da banda Camila. Zabdiel foi o quinto e último membro a ser selecionado para o CNCO. O Zabdiel compartilha a mesma data de aniversário com a data de formação oficial do grupo.
Em 2020, o Zabdiel co-escreveu a música "Buscando Amor", presente no projeto musical em espanhol de Revelación da cantora Selena Gomez, o disco foi indicado na categoria de Melhor Álbum de Pop Latino pelo Grammy Awards de 2022.

### Joel Pimentel De León
Joel Pimentel De León nascido em Hesperia, Califórnia, USA[carece de fontes?] em 28 de fevereiro de 1999 (25 anos), e possui ascendência mexicana. Ele terminou o ensino secundário em junho de 2017. Joel apareceu na primeira temporada do La Banda com a música "Cien Ovejas" que seu avô lhe ensinou que não agradou os jurados, o que não o favoreceu, mas os juízes lhe permitiram cantar outra canção, que foi "I See Fire" de Ed Sheeran. Foi o terceiro membro selecionado com a maioria dos votos do público para se juntar ao CNCO.
Em 09 de maio de 2021, Joel Pimentel anunciou oficialmente a sua saída do grupo, citando o desejo de "crescer e explorar novos espaços artísticos". A banda anunciou que continuaria como um quarteto.

## Discografia
Álbuns de estúdio e extended play
- Primera Cita (2016)
- CNCO (2018)
- Que Quiénes Somos (2019; extended play)
- Déjà Vu (2021) (álbum de regravações)

## Turnês
- Más Allá Tour (2017)
- CNCO World Tour (2018 e 2019)
- Press Start World Tour (adiada para depois da pandemia)
- Toa La Noche Club Tour (2021)

Ato de apoio
- Ricky Martin's One World Tour (2016)
- Dangerous Woman Tour de Ariana Grande (2017)
- Enrique Iglesias And Pitbull Tour (2017)

## Prêmios e indicações
| Ano  | Prêmio                      | Categoria                                         | Trabalho nomeado | Resultado |
| ---- | --------------------------- | ------------------------------------------------- | ---------------- | --------- |
| 2016 | Premios Juventud            | Voz del Momento                                   | Eles mesmo       | Indicado  |
| 2016 | Premios Juventud            | Mi Artista Pop Rock                               | Eles mesmo       | Venceu    |
| 2016 | Premios Juventud            | Producers Choice Award                            | Eles mesmo       | Venceu    |
| 2016 | Premios Juventud            | Mi Tuitero Favorito                               | Eles mesmo       | Venceu    |
| 2016 | Premios Juventud            | La Mas Pegajosa                                   | "Tan Fácil"      | Venceu    |
| 2016 | Premios Juventud            | Mi "Fan Army" Favorito                            | CNCOwners        | Indicado  |
| 2016 | Latin American Music Award  | Favorite Pop/Rock New Artist                      | Eles mesmo       | Venceu    |
| 2016 | Latin American Music Award  | Favorite Pop/Rock Duo or Group                    | Eles mesmo       | Venceu    |
| 2016 | Latin American Music Award  | Xfinity New Artist of the Year                    | Eles mesmo       | Venceu    |
| 2017 | Premios Lo Nuestro          | Pop/Rock Song of the Year                         | "Tan Fácil"      | Venceu    |
| 2017 | Premios Lo Nuestro          | Pop/Rock Álbum of the Year                        | Primera Cita     | Venceu    |
| 2017 | Premios Lo Nuestro          | Pop/Rock Group or Duo of the Year                 | Eles mesmo       | Venceu    |
| 2017 | iHeartRadio Music Awards    | Best New Latin Artist                             | Eles mesmo       | Venceu    |
| 2017 | iHeartRadio Music Awards    | Best New Artist                                   | Eles mesmo       | Indicado  |
| 2017 | Billboard Latin Music Award | Artist of the Year                                | Eles mesmo       | Venceu    |
| 2017 | Billboard Latin Music Award | Latin Pop Albums Artist of the Year, Duo or Group | Eles mesmo       | Venceu    |
| 2017 | Billboard Latin Music Award | Latin Pop Albums Artist of the Year               | Eles mesmo       | Venceu    |
| 2017 | Billboard Latin Music Award | Latin Pop Album of the Year                       | Primera Cita     | Indicado  |